# Muhlenbergia sericea
Muhlenbergia sericea är en gräsart som först beskrevs av André Michaux, och fick sitt nu gällande namn av Paul M. Peterson. Muhlenbergia sericea ingår i släktet muhlygräs, och familjen gräs. Inga underarter finns listade i Catalogue of Life.